# كلية الطب بسوسة

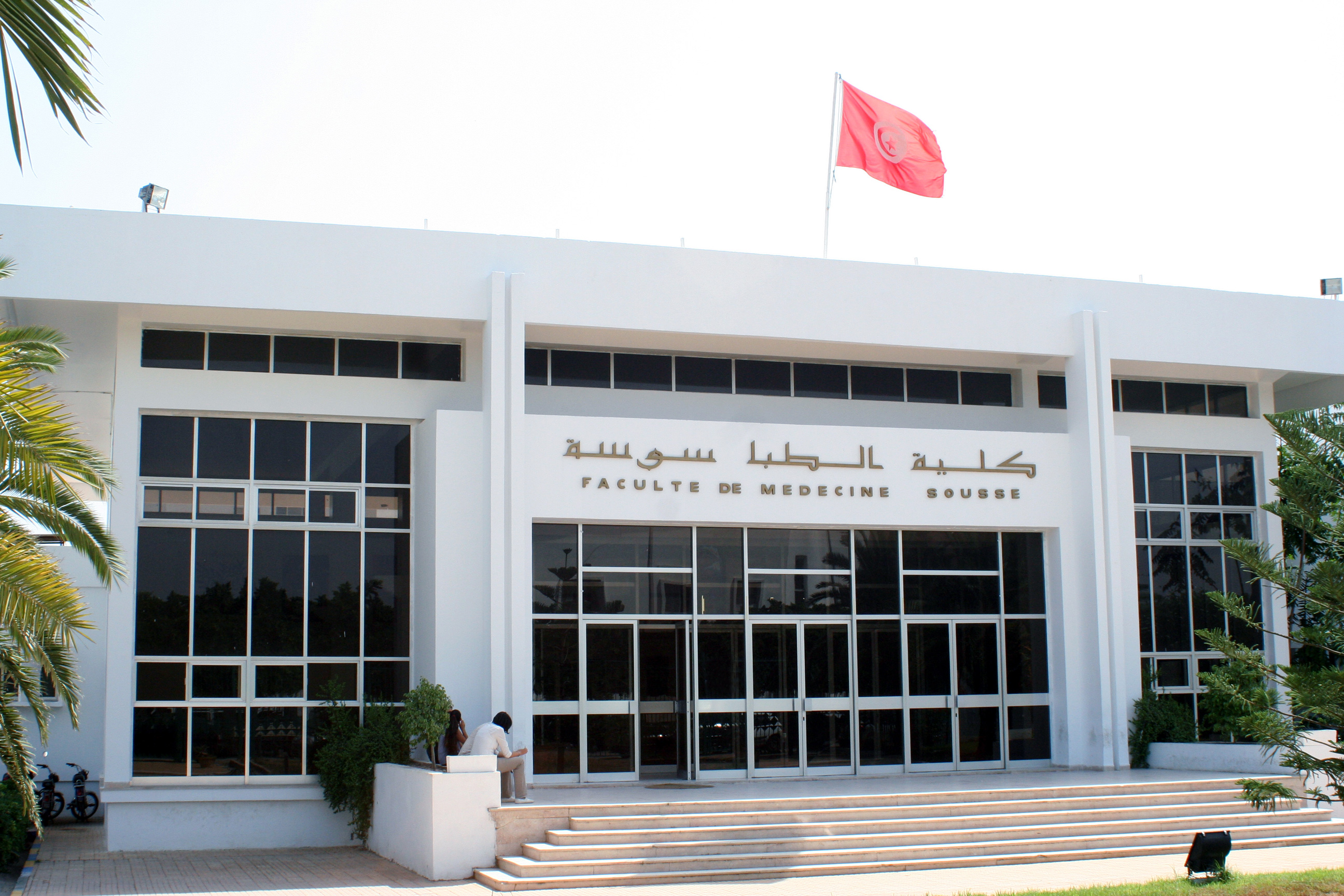
كلية الطب بسوسة

كلية الطب بسوسة (بالفرنسية: Faculté de médecine Ibn El Jazzar de Sousse) وتحمل اسم الطبيب ابن الجزار، هي إحدى الكليات التابعة لجامعة سوسة، وقد أنشئت بمقتضى القانـون عـدد 74-82 لسنـة 1974 المـؤرخ في 11 ديسمبر 1974 والذي نقح القانون عدد 74-7 المؤرخ في 25 أوت 1974، وهي تتمتع بالشخصية المدنية والاستقلال المالي.

شعار كلية الطب بسوسة

## أرقام
- طبقا لإحصائيات 2007-2008 يدرس بكلية الطب بسوسة 1706 طالبا من بينهم 1028 طالبة.

## عمداؤها
- سعاد اليعقوبي (1974-1983)
- الشاذلي بوزكورة (1983-1985)
- محسن الجدي (1985-1993)
- أحمد سهلول السوسي (1993-1999)
- البشير بالحاج علي (1999-2005)
- عبد الكريم الزبيدي (2005-2008)
- نجيب مريزق (2008-2011)
- علي المطيراوي (2011-2017)
- هادي الخياري (2017-الآن)

## وصلات خارجية
موقع كلية الطب بسوسة